# Интеллектуальная собственность
Интеллектуа́льная со́бственность — закреплённое законом временное исключительное право, а также личные неимущественные права авторов на результат интеллектуальной деятельности или средства индивидуализации (в широком понимании).
Законодательство, которое определяет права на интеллектуальную собственность, устанавливает монополию авторов на определённые формы использования результатов своей интеллектуальной, творческой деятельности, которые, таким образом, могут использоваться другими лицами лишь с разрешения авторов.

## Понятие
Термин «интеллектуальная собственность» эпизодически употреблялся теоретиками — юристами и экономистами в XVIII и XIX веках, однако в широкое употребление вошел лишь во второй половине XX века, в связи с подписанием в 1967 году в Стокгольме Конвенции, учреждающей Всемирную организацию интеллектуальной собственности (ВОИС). Согласно учредительным документам ВОИС «интеллектуальная собственность» включает права, относящиеся к:
- литературным, художественным и научным произведениям (к которым причисляется программное обеспечение[1]);
- исполнительской деятельности артистов, звукозаписи, радио и телевизионным передачам;
- изобретениям во всех областях человеческой деятельности;
- промышленным образцам;
- товарным знакам, знакам обслуживания, фирменным наименованиям и коммерческим обозначениям;
- другие права, относящиеся к интеллектуальной деятельности в производственной, научной, литературной и художественной областях.[2]

Позднее в сферу деятельности ВОИС были включены исключительные права, относящиеся к географическим указаниям, новым сортам растений и породам животных, интегральным микросхемам, радиосигналам, базам данных, доменным именам.
В юриспруденции словосочетание «интеллектуальная собственность» является единым термином, входящие в него слова не подлежат толкованию по отдельности. В частности, «интеллектуальная собственность» является самостоятельным правовым режимом (точнее даже — группой режимов), а не представляет собой, вопреки распространенному заблуждению, частный случай права собственности.

## История возникновения
Возникновение термина «интеллектуальная собственность» связывают с французским законодательством конца XVIII века. Термин получил развитие в работах французских философов-просветителей (Дидро, Вольтер, Гельвеций, Гольбах, Руссо).
Суть теории в том, что все труды человека (материальные объекты или результаты творческого труда), являются его собственностью. Таким образом, создатель результатов творческого труда имеет исключительное право распоряжаться ими. При этом следует иметь в виду, что рассматривается право на идею, а не на материальный объект, в котором эта идея нашла своё выражение.
Данная теория содержит технологическую и юридическую предпосылки ее выделения.
В качестве технологической предпосылки может быть рассмотрена «трудовая теория собственности», выделенная Джоном Локком в трактате «О государственном правлении». Согласно теории, основанием возникновения права собственности является труд. Собственность — это категория экономическая, и сущность её состоит в присвоении определённых благ и предметов в процессе производства. При производстве же объектов интеллектуальной собственности также затрачивается умственный труд, и очень часто в литературе можно встретить понятие «духовное производство».
Право собственности, приобретённое одним, не должно ущемлять или наносить вред другим членам общества.
Юридической предпосылкой выступает абсолютный характер исключительных прав, как и вещных прав, а в первую очередь и права собственности. Это означает, что управомоченному субъекту не противостоит конкретное обязанное лицо. Как и обладатель вещного права собственности, обладатель интеллектуальной собственности может совершать в отношении объекта своих прав все не запрещённые законом действия с одновременным запрещением третьим лицам совершать указанные действия без согласия правообладателя.
Сходства также могут быть установлены по основаниям возникновения. Само право интеллектуальной собственности может возникнуть только с момента, когда мысли и идеи получили внешнее выражение в той или иной объективной форме, несмотря на то, что результатом интеллектуальной деятельности является творческая идея, а не материальный объект, в котором она находит своё выражение. Таким образом, как и в праве собственности, присутствует «вещественный вид». Мысль, не выраженная вовне, не имеет правового значения.
Как отмечается многими исследователями, основными причинами, породившими использование именно данной категории, явилось стремление создателей интеллектуальных достижений иметь права на плоды своего труда, аналогичные правам собственников вещей, стремление использовать фундаментальные основы ключевого института гражданского права — права собственности — в сфере творческой и иной интеллектуальной деятельности, желание подчеркнуть абсолютный, сходный с таким «вечным» институтом, как право собственности, характер прав, «стремление втиснуть сравнительно новый институт в освященные традицией схемы».
Специалисты неоднократно отмечали, что появление категорий интеллектуальная собственность, промышленная собственность, литературная и научная собственность обусловлено не только политическими и экономическими, но и психологическими процессами, повлиявшими даже на международные договоры, на национальное законодательство и на юридические конструкции, разрабатываемые в этой области. Поскольку для любого участника экономического оборота крайне важно обладание статусом, известным всем другим участникам, то исключительно удобной оказывается именно конструкция, аналогичная праву собственности или иному вещному праву: «Вещные права обладают перед обязательственными таким преимуществом, как определенность их статуса, поскольку последний устанавливается только законом».
Придать интеллектуальной собственности духовную высоту было суждено кёнигсбергскому мудрецу, великому немецкому философу Иммануилу Канту.
К философии права Иммануил Кант обратился в своих поздних работах «Метафизика нравов» (1797 г.), «Спор факультетов» (1798 г.), завершивших построение его философской системы. Кантовская «Метафизика нравов» — панегирик правосознанию.
Мораль дает внутренний закон поведения человека, в принципах права внутреннее убеждение сочетается с внешним принуждением. В результате возникает сила, регламентирующая жизнь общества, укрепляющая нравственность, спасающая человека от произвола других. Право формально. Оно обязательно для всех, не оставляя никакого места для исключений.
Право, по Канту, распадается на частное и публичное. В первом рассматриваются отношения между частными лицами, во втором — между человеком и обществом, а также между социальными группами. Главная проблема частного права — частная собственность. Частная собственность составляет основу гражданского общества, но она не изначальна, «мое» и «твое» результат истории. Объектом собственности могут быть только вещи, человек — лишь субъектом ее. Владеть человеком нельзя. Публичное право определяет состояние отдельных индивидов в государстве и отношения между государствами в составе человечества. Правовые атрибуты человека как гражданина суть свобода, равенство, самостоятельность.
С развитием капитализма и промышленности возникла потребность в защите прав на интеллектуальную собственность со стороны закона.
Родина первых авторского и патентного закона — Англия.
В 1623 году принят «Статут о монополиях» — патент выдавался на «проект нового изобретения» на 14 лет. А в 1710 году первый авторский закон «Статут королевы Анны». Два эти документа четко устанавливали концепцию интеллектуальной собственности.
Аналогичные Патентные законы были приняты в различных странах: США (1790), Италия (1854), Франция (1871), Германия (1877), Дания (1894).
В России юридическая форма патента развивалась из феодальной практики выдачи жалованных грамот — привилегий — и вплоть до Октябрьской революции 1917 года сохранило свое название. До XIX века жалованные грамоты выдавались в большинстве случаев монастырям и реже частным лицам. Большое количество привилегий было выдано на право заниматься промыслом, беспошлинной торговлей, добычу полезных ископаемых, организацию мануфактур.
Первой привилегией в России на изобретение считают привилегию, выданную 2 марта 1748 г. купцам Тавлееву, Волоскову и Дедову на «устроение фабрик для делания красок и о правилах учреждения оных».
До недавнего времени все законы об интеллектуальной собственности транслировали четкую позицию: обеспечить меньшую защиту для инноваций. Такая позиция объясняется тем, что изначально знания рассматривались как общественное благо.

## Виды интеллектуальных прав

### Авторское право
Авторским правом регулируются отношения, возникающие в связи с созданием и использованием произведений науки, литературы и искусства. В основе авторского права лежит понятие «произведения», означающее оригинальный результат творческой деятельности, существующий в какой-либо объективной форме. Именно эта объективная форма выражения является предметом охраны в авторском праве. Авторское право не распространяется на идеи, методы, процессы, системы, способы, концепции, принципы, открытия, факты.

### Смежные права
Группа исключительных прав, созданная во второй половине XX- начале XXI веков, по образцу авторского права, для видов деятельности, которые являются недостаточно творческими для того, чтобы на их результаты можно было распространить авторское право. Содержание смежных прав существенно отличается в разных странах. Наиболее распространенными примерами являются исключительное право музыкантов-исполнителей, изготовителей фонограмм, организаций эфирного вещания.

### Патентное право
Патентное право — система правовых норм, которыми определяется порядок охраны изобретений, полезных моделей, промышленных образцов (часто эти три объекта объединяют под единым названием — «промышленная собственность») и селекционных достижений путём выдачи патентов.

### Права на средства индивидуализации
Группа объектов интеллектуальной собственности, права на которые можно объединить в один правовой институт охраны маркетинговых обозначений. Включает в себя такие понятия, как: товарный знак, фирменное наименование, наименование места происхождения товара. Впервые
правовые нормы об охране средств индивидуализации на международном уровне закреплены в Парижской конвенции по охране промышленной собственности, где товарным знакам посвящена большая часть конвенции, чем изобретениям и промышленным образцам.

### Право на секреты производства (Ноу-хау)
Секреты производства (Ноу-хау) — это сведения любого характера (оригинальные технологии, знания, умения и т. п.), которые охраняются режимом коммерческой тайны и могут быть предметом купли-продажи или использоваться для достижения конкурентного преимущества над другими субъектами предпринимательской деятельности.

### Права на новые сорта растений
Система правовых норм, которые регулируют авторские права на новые сорта растений селекционеров (селекционные достижения), путём выдачи патентов.

## Недобросовестная конкуренция
Защита от недобросовестной конкуренции, которая приведена в п. 3 ст. 10-bis Парижской конвенции по охране промышленной собственности. В частности, подлежат запрету:
- все действия, способные каким бы то ни было способом вызвать смешение в отношении предприятия, продуктов или промышленной или торговой деятельности конкурента;
- ложные утверждения при осуществлении коммерческой деятельности, способные дискредитировать предприятие, продукты или промышленную или торговую деятельность конкурента;
- указания или утверждения, использование которых при осуществлении коммерческой деятельности может ввести общественность в заблуждение относительно характера, способа изготовления, свойств, пригодности к применению или количества товаров.

## Идейные обоснования интеллектуальной собственности
Причины, по которым государства принимают национальные законы и присоединяются в качестве подписавшихся государств к региональным или международным договорам (или к тем и другим), регулирующим права интеллектуальной собственности, обычно обосновываются стремлением:
- посредством предоставления охраны создать побудительный мотив для проявления различных созидательных усилий мышления;
- дать таким создателям официальное признание;
- вознаградить творческую деятельность;
- содействовать росту как отечественной промышленности или культуры, так и международной торговли, посредством договоров, предоставляющих многостороннюю охрану.

## Нарушение прав интеллектуальной собственности
Виды нарушений прав интеллектуальной собственности
К нарушению различных видов прав интеллектуальной собственности относятся:
- нарушение авторского права;
- распространение объектов, использующих методы, описанные в патентах (часто даже в случае независимого изобретения);

и другие.

## Международная охрана интеллектуальной собственности
Международная охрана интеллектуальной собственности берет своё начало с принятия ряда основополагающих международных договоров:
- Парижской конвенции по охране промышленной собственности в 1883 году,
- Бернской конвенции по охране литературных и художественных произведений в 1886 году, и
- Мадридского соглашения о международной регистрации знаков в 1891 году.

В 1893 году, объединение секретариатов Парижской и Бернской конвенций приводит к созданию Объединенных международных бюро по охране интеллектуальной собственности (БИРПИ). В 1970 году БИРПИ преобразуется во Всемирную организацию интеллектуальной собственности (ВОИС).
ВОИС, с 1974 года являющаяся специализированным учреждением ООН по вопросам творчества и интеллектуальной собственности, «представляет собой глобальный форум для разработки политики и укрепления сотрудничества в области интеллектуальной собственности, а также для предоставления соответствующих услуг и информации». Одной из функций ВОИС является администрирование многосторонних международных договоров в сфере интеллектуальной собственности. Тем не менее, Соглашение по торговым аспектам прав интеллектуальной собственности (Соглашение ТРИПС) находится в ведении Всемирной торговой организации (ВТО), Всемирная конвенция об авторском праве под патронажем ЮНЕСКО, а равно существует ряд иных международных договоров, таких как Конвенция Буэнос-Айреса об охране литературной и художественной собственности 1910 года.
ВОИС обеспечивает функционирование Международной патентной кооперации, Международной системы товарных знаков, Международной системы образцов, Международной системы наименований мест происхождения и др.
Также существуют следующие международные организации в сфере охраны интеллектуальной собственности:
- Африканская организация интеллектуальной собственности[англ.] (OAPI),
- Африканская региональная организация интеллектуальной собственности[англ.] (ARIPO),
- Ведомство Бенилюкса по интеллектуальной собственности[англ.] (BOIP),
- Ведомство по гармонизации внутреннего рынка[англ.] (OHIM),
- Евразийское патентное ведомство (ЕАПВ),
- Европейское патентное ведомство (ЕПВ),
- Межгосударственный совет по охране интеллектуальной собственности (МГСИС)[7],
- Международный союз по охране новых сортов растений (UPOV), и
- Патентное ведомство совета по сотрудничеству арабских государств Персидского залива[англ.] (GCC Patent Office).

## Общественные цели интеллектуальной собственности

### Финансы
Права на интеллектуальную собственность позволяют владельцам интеллектуальной собственности извлечь выгоду из объектов интеллектуальной собственности, созданных ими, предоставляя финансовые стимулы для создания интеллектуальной собственности и инвестиций в неё, и, в патентных случаях, оплату исследований и разработки.

### Экономический рост
Договоры ВОИС и несколько связанных с ними международных соглашений исходят из посылки, что защита прав интеллектуальной собственности крайне важна для поддержания экономического роста. В Справочнике об Интеллектуальной Собственности ВОИС приводятся две причины необходимости закона об интеллектуальной собственности:
«Первая — чтобы создать законное выражение моральных и экономических прав авторов на свои творения и права общественности на доступ к этим творениям. Вторая, как преднамеренный акт государственной политики, заключается в поощрении творчества, распространения и применения его результатов и содействии справедливой торговле, которая будет способствовать экономическому и социальному развитию.»
В Торговом соглашении по борьбе с контрафакцией говорится, что «эффективная защита прав интеллектуальной собственности имеет решающее значение для устойчивого экономического роста во всех отраслях и во всем мире».
Совместный исследовательский проект ВОИС и Университета Организации Объединенных Наций по оценке воздействия систем интеллектуальной собственности на шести азиатских странах показал «положительную корреляцию между укреплением системы ИС и последующего экономического роста».
Экономисты также показали, что ИС может быть препятствием для инноваций, если инновация резка. ИС создаёт экономическую неэффективность в случае монополии.. Препятствие для направления ресурсов на инновации может возникнуть, когда монопольные прибыли меньше, чем улучшение благосостояния общества. Эта ситуация может рассматриваться как провал рынка, а также вопрос о присвояемости.

### Мораль
В соответствии со статьёй 27 Всеобщей декларации прав человека, «каждый человек имеет право на защиту своих моральных и материальных интересов, являющихся результатом научных, литературных или художественных трудов, автором которых он является». Хотя взаимосвязь интеллектуальной собственности и прав человека сложна, существуют связанные с моралью аргументы в пользу интеллектуальной собственности.
Аргументы в пользу моральности интеллектуальной собственности:
1. Естественные права человека / Аргумент правосудия: этот аргумент основан на идее о том, что человек имеет естественное право на труд и / или продукцию, которую он производит. Присвоение этих продуктов другими рассматривается как несправедливое.
2. Прагматический аргумент: в соответствии с этим обоснованием, общество, которое защищает частную собственность, является более эффективным и процветающим, чем общество, которое этого не делает. Предположение заключается в том, что права на интеллектуальную собственность призваны повысить производительность общества и способствуют общественному благосостоянию путём поощрения «создания, производства и распространения интеллектуальных произведений».
3. «Личностный» Аргумент: этот аргумент основан на идее, что каждый человек имеет право выделить простой объект и переделать его по своему желанию. Европейский закон об интеллектуальной собственности формируется на этом понятии, что идеи это продолжение человека и его личности.[13]

Писательница Айн Рэнд утверждает, что защита интеллектуальной собственности является моральной проблемой[значимость факта?]. Она убеждена в том, что человеческий разум сам по себе является источником богатства и выживания, и что все имущество, им созданное, является интеллектуальной собственностью. Нарушение интеллектуальной собственности, следовательно, не отличается нравственно, от нарушения иных прав собственности, что ставит под угрозу сам процесс выживания и, следовательно, является аморальным актом.

## Законодательство России в сфере интеллектуальной собственности
В России с 1 января 2008 года вступила в силу 4 часть Гражданского Кодекса (в соответствии с федеральным законом от 18.12.2006 № 231-ФЗ), далее ГК РФ, раздел VII «Права на результаты интеллектуальной деятельности и средства индивидуализации», который определяет интеллектуальную собственность как список результатов интеллектуальной деятельности и средств индивидуализации, которым предоставляется правовая охрана. Таким образом, согласно ГК РФ интеллектуальной собственностью являются:
1. произведения науки, литературы и искусства;
2. программы для электронных вычислительных машин (программы для ЭВМ);
3. базы данных;
4. исполнения;
5. фонограммы;
6. сообщение в эфир или по кабелю радио- или телепередач (вещание организаций эфирного или кабельного вещания);
7. изобретения;
8. полезные модели;
9. промышленные образцы;
10. селекционные достижения;
11. топологии интегральных микросхем;
12. секреты производства (ноу-хау);
13. фирменные наименования;
14. товарные знаки и знаки обслуживания;
15. наименования мест происхождения товаров;
16. коммерческие обозначения.

Одним из научных учреждений в России, занимающимся вопросами интеллектуальной собственности, является Федеральное государственное бюджетное учреждение
«Федеральный институт промышленной собственности»(ФИПС). Одним из центральных учебных заведений в этой области является Российская государственная академия интеллектуальной собственности.

## Критика интеллектуальной собственности
С самого своего возникновения интеллектуальные права подвергались критике, со стороны как отдельных лиц, так и организаций. Причем критике подвергались как сами исключительные права, так и объединение их в единое понятие.
Уязвимым местом интеллектуальной собственности является теория о том, что идея приходит в голову только кому-то одному. Практика показывает, что состояние науки в определенный момент времени может «подготавливать» открытие или изобретение, которое может быть сделано разными людьми, не знающими о работах друг друга, примерно в одно и то же время. В случае применения понятия «интеллектуальной собственности» возможность получать материальную выгоду от изобретения достанутся лишь первому заявившему о нём, что может быть весьма несправедливым. Известно немало случаев (например, Попов и Маркони, Тесла и Эдисон), когда зафиксированное право интеллектуальной собственности было спорным и мало соответствовало реальному вкладу человека в изобретение.
Выступления против интеллектуальных прав особенно усилились в 1980—1990 годах, с распространением цифровых технологий и Интернета. Фонд свободного программного обеспечения выступает за права пользователей компьютерных программ, и против чрезмерного, с его позиции, ограничения их авторскими правами и патентами. Electronic Frontier Foundation борется против нарушений различных прав и свобод — нарушений, связанных, среди прочего, с реализацией исключительных прав интеллектуальной собственности, либо совершаемых под её предлогом.[уточнить] С 2005 года в Европе появляются «Пиратские партии», борющиеся против интеллектуальной собственности на общеполитическом уровне.

Основная цель сегодняшней системы авторского права — дать определенным компаниям несправедливую власть над обществом, которой они пользуются для обогащения. Сегодня копирайт дает побочный эффект содействия литературе и искусству, то есть цели, ради которой он был установлен, но делает он это с высокими издержками, которые мы покрываем своей свободой как и своими деньгами. Цель по-прежнему желанна, но мы должны добиться её при другой системе.— Ричард Столлман 

Стало модным сваливать авторские права, патенты и товарные знаки — три отдельных и различных понятия, соответствующие трем отдельным и различным системам права,— и еще десяток других законов в один котелок и называть это “интеллектуальной собственностью”. Этот искажающий и запутывающий термин получил распространение не случайно. Его поддерживали компании, которым выгодна эта путаница. Самый прямой путь из этой трясины — отказаться от этого термина полностью.<..> Термин несет необъективность, которую нетрудно заметить: он предлагает думать об авторских правах, патентах и товарных знаках по аналогии с правом собственности на физические объекты. (Эта аналогия идет вразрез с официальными доктринами авторского права, патентного права и товарных знаков, но это знают только специалисты.) На деле эти законы не очень похожи на законы о физической собственности, но употребление этого термина подводит законодателей к изменениям, которые делают эти законы более похожими друг на друга. Поскольку эти-то изменения и желательны для компаний, которым авторские права, патенты и товарные знаки дают власть, необъективность, вносимая термином “интеллектуальная собственность”, устраивает их.— Ричард Столлман 